# Anaspis frontalis
Anaspis frontalis là một loài bọ cánh cứng trong họ Scraptiidae. Loài này được Linnaeus miêu tả khoa học năm 1758.